# En underlig fisk
En underlig fisk er Gnags' 11. studiealbum, udgivet i 1985. Det er den sidste Gnags-plade med Jack Nuber som producer. Året efter genoptog de samarbejdet med Karl Pitterson på Plads til begejstring.
Peter Deleurans og Jan Knus' bog Gnags – Kan I høre noget fra 1985 følger indspilningerne af En underlig fisk. Her fremgår det bl.a., at Gnags og Jack Nuber gik efter et forholdsvist liveorienteret udtryk, i modsætning til forgængeren Den blå hund: "Vi prøver jo på at lave den her plade sådan, at vi på grundbåndet har så mange til at spille sammen som muligt. I modsætning til Den blå hund, hvor vi som start kun havde trommemaskinen, og så dernæst kun bassen, ogsåvidere.". Samme sted betegnes pladens musikalske udtryk også som mere rocket end Den blå hund.
I Deleurans og Knus' bog fremgår det også, at den oprindelige arbejdstitel for albummet var Bølgernes børn. Således er pladens tekster præget af en gennemgående metafor bygget op omkring fisk, vand, hav og livet under vand i det hele taget. Et gennemgående træk ved flere af teksterne er, at havet, vandet og fiskestadiet fremstår som en verden præget af fantasi og uforudsigelighed, som menneskene prøver at finde tilbage til. I pladens sidste nummer er fortælleren med følge f.eks. på vej ad en "lang lang snoet sti ud til havet". I "Fløj med vinden på en sommerdag" husker "bølgernes børn [...] havet hvor vi kommer fra", og i "Det gule akvarium" synges der om "fisken inde i os alle", mens omkvædet lyder: "Inderst inde svømmer vi / og drømmer om havet / i det gule akvarium". I "Mig og Mississippi" stilles vandlivet med dets uforudsigelighed og skæve eksistenser op imod "landet hvor alt er besluttet i forvejen", mens "Isbryderen" i det femte nummer, "sejler på den store fascination".
Kun to af numrene, "Hindbærland" og "De indre astronauter", er helt uden henvisninger til fisk- og vand-metaforerne i de øvrige sange.
Albummet var det ottende mest solgte i Danmark i 1985.

## Numre

### Side 1
1. "Mig og Mississippi" (4:31)
2. "En underlig fisk" (3:38)
3. "Fløj med vinden på en sommerdag" (3:06)
4. "Det gule akvarium" (4:31)
5. "Isbryderen" (4:30)

### Side 2
1. "De indre astronauter" (4:05)
2. "Kærester" (4:18)
3. "Hindbærland" (4:25)
4. "Vildanden" (3:12)
5. "Lang lang snoet sti" (5:08)